# Tinción de Van Gieson
La Tinción de Van Gieson corresponde a la mezcla de ácido pícrico-fucsina ácida y hematoxilina férrica de Weigert. 
Es el método más simple mediante tinción para diferenciar colágeno de otros tejidos conectivos. Esta técnica fue desarrollada por el neuropsiquiatra y patólogo Ira Van Gieson. 

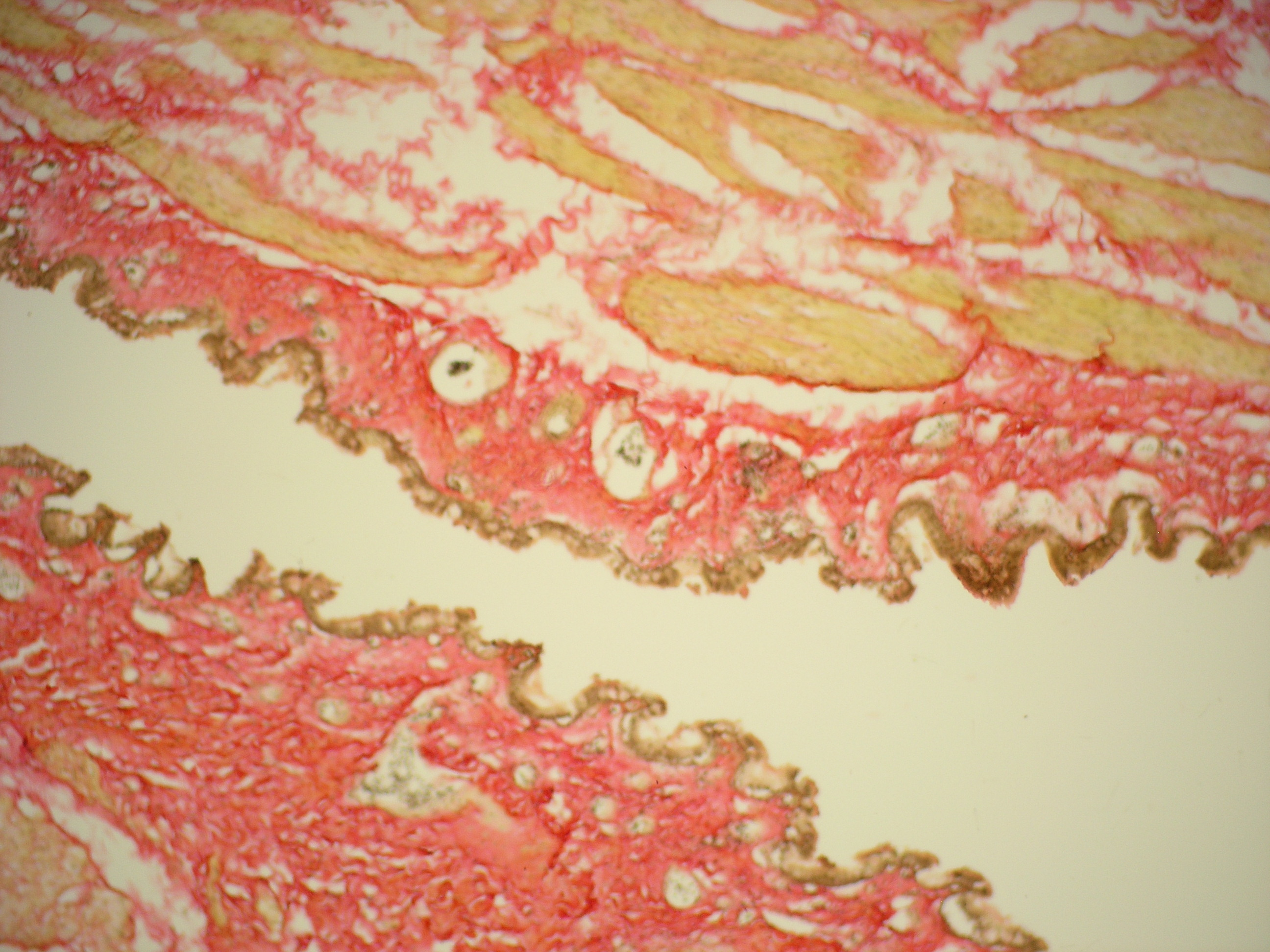
Corte histológico. Bronquio secundario de avestruz. Tinción Van Gieson

## Técnica de tinción
- Los preparados histológicos son sumergidos en agua por unos 5 minutos.
- Se sumergen 5 minutos en hematoxilina férrica de Weigert.
- Se lavan en agua corriente (hasta que no suelte más colorante).
- Se lavan en agua destilada.
- Se sumerge en ácido pícrico-fucsina ácida por 5 minutos.
- se sumerge en alcohol al 95° por 10 minutos
- Se sumerge en alcohol al 100° por 5 minutos
- Se sumerge dos veces diferentes frascos de xilol 5 minutos en cada ocasión.

## Resultados
- Núcleos celulares: Color marrón a negro.
- Colágeno (tejido conectivo fibroso): Color rosa o rojo.
- Músculo y citoplasma: Color amarillo.